# Cessole
Cessole, (Cèsure en piemontès) és un municipi situat al territori de la província d'Asti, a la regió del Piemont (Itàlia).
Limita amb els municipis de Bubbio, Cossano Belbo, Loazzolo, Roccaverano i Vesime.
Pertany al municipi la frazione de Madonna della Neve.

## Galeria fotogràfica

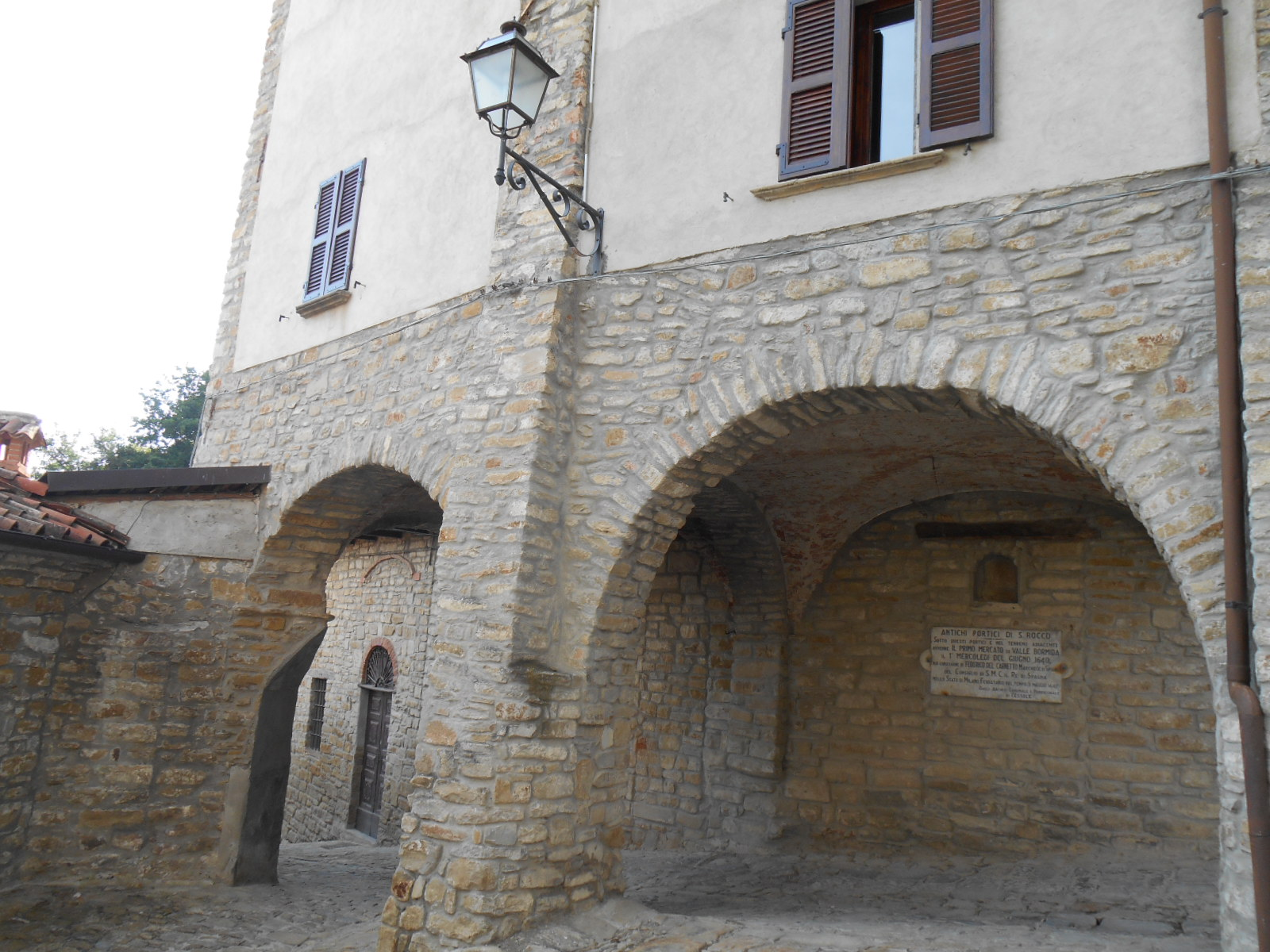
Arcades